# Movistar TV (Chile)
Movistar TV es una operadora de televisión por suscripción perteneciente a Movistar Chile, lanzado oficialmente el 14 de junio de 2006 en Chile.
Originalmente lanzado como un servicio satelital, durante mediados de junio de 2007, la empresa lanzó un servicio IPTV como complemento a esta. Incluía además la oferta VOD (Video On Demand), disponible con un grabador de vídeo digital (o Digital Video Recorder), denominado PVR. Desde septiembre de 2007 se ofrece el servicio PVR de forma adicional a los actuales clientes, permitiendo interactividad a su programación. En mayo de 2011, se lanzó Movistar TV prepago en Chile.
El sistema cuenta con eventos PPV en Chile, y la manera de pago es a través de planes temáticos, por lo cual el usuario puede pagar solo por los canales que desee ver. El servicio además cuenta con canales de audio.
Al 2 de agosto de 2011, ya cuenta con más de 373.000 clientes en todo Chile. Al tercer trimestre de 2017, Movistar TV tiene 673 mil suscriptores, equivalentes al 20,7% del mercado de televisión de pago.
Cuenta con dos canales propios: Movistar TV (canal 800, Movistar Cinema (canal 601) y Movistar Eventos (canal 941), contando además con el servicio Movistar TV App de televisión en vivo por streaming y películas.

## Televisión

### Conflicto entre clientes y TiVo Corporation
Muchos usuarios en julio de 2006 exigieron la retirada del sistema anticopia TiVo Corporation (Xperi), que estaba integrado en el software de todos los decodificadores y que prohibía a los suscriptores grabar los programas de TV. Los usuarios se manifestaron en distintos medios, pero más aún en la página de sugerencias de Movistar, lugar donde las reclamaciones llegaron a hacerse públicas. A finales de agosto, se realizó una actualización de software de forma remota en todos los decodificadores, retirando así dicho sistema.

## Actualidad
A partir de junio de 2025 se confirma el fin del servicio DTH después de casi 20 años y desde entonces los clientes del dicho servicio pasarán parte del servicio IPTV.